# Novopavlivka, Kalanceak
Novopavlivka (în ucraineană Новопавлівка) este o comună în raionul Kalanceak, regiunea Herson, Ucraina, formată numai din satul de reședință.

## Demografie
Componența lingvistică a comunei Novopavlivka
     Ucraineană (93,58%)
     Rusă (6,01%)
     Alte limbi (0,27%)
Conform recensământului din 2001, majoritatea populației comunei Novopavlivka era vorbitoare de ucraineană (93,58%), existând în minoritate și vorbitori de rusă (6,01%).